# Dalbotorpsravinerna
Dalbotorpsravinerna är ett naturreservat i Nora kommun i Örebro län.
Området är naturskyddat sedan 2014 och är 78 hektar stort. Reservatet består av gammal barrblandskog och bäckraviner som ofta översvämmas.